# Moros y Cristianos de Almoradí

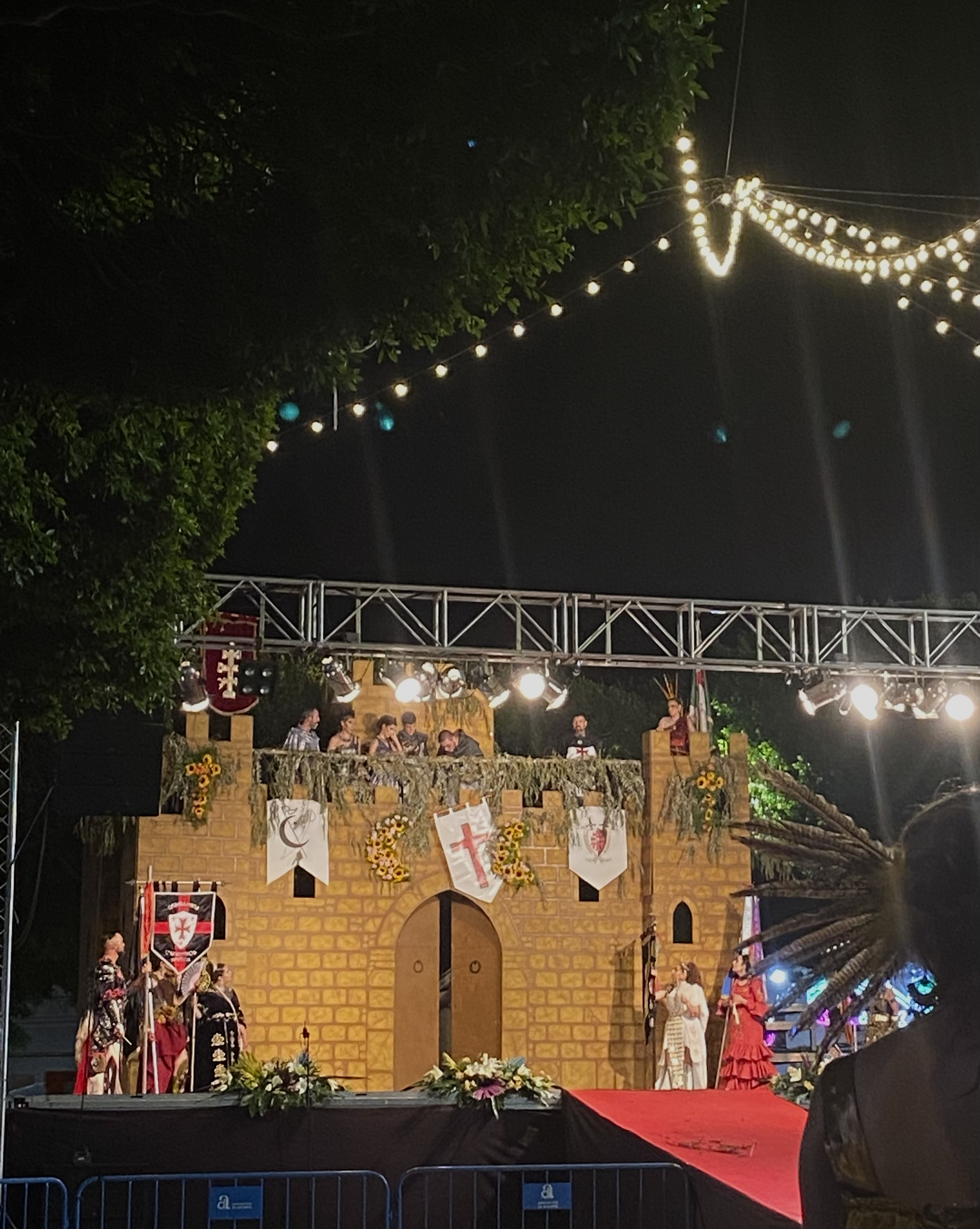

Los Moros y Cristianos de Almoradí es la fiesta más conocida de la localidad. Se empezó a celebrar en 1979 y en ella se representa la reconquista del pueblo Almoradí cuando se encontraba bajo el dominio árabe en el siglo XIV. Esta reconquista la llevó a cabo Jaime I el Conquistador y más tarde fue su nieto, Jaime II, quien tuvo que volver a conquistar el territorio de nuevo.

## Historia de las fiestas
En su celebración se conmemoran los años de batallas entre moros y cristianos donde finalmente ganó el bando cristiano. Tiene lugar las últimas dos semanas de julio de cada año en honor a “Los Santos de la Piedra” –conocidos entre los ciudadanos como “Los Santicos de la Piedra”–, San Abdón y San Senén, pues la festividad de estos santos es el día 30 de julio en el que se realiza un desfile en honor a ellos. En los documentos más antiguos que encontramos acerca de las fiestas de esta localidad aparecen estos santos como la festividad más longeva de la localidad y tradicionalmente las fiestas se han realizado en estas fechas a pesar de que el patrón de la villa es San Andrés.
Los Moros y Cristianos comenzaron en Almoradí en 1971, pero no llegan a realizarse hasta el año 1979 y se han convertido actualmente en unas de las fiestas más visitadas de la comarca de la Vega Baja del Segura. La feria en honor a “Los Santicos” se celebra rondando los días 26 y 30 de julio durante una semana y a la semana siguiente tiene lugar la celebración de los Moros y Cristianos.
En el año 2012 la Consellería de Turismo las declaró de Interés Turístico Local.

### Los Santos de la Piedra
Llamamos Santos de la Piedra a San Abdón y San Senén, solo sabemos de ellos que fueron dos mártires enterrados el 30 de julio, de hecho, fueron acusados por haber socorrido a mártires y enterrar sus restos. Cuenta la leyenda que fueron expuestos a fieras para que los devorasen por sus pecados y estas, sin embargo, les lamieron las heridas. No obstante, la información que hay de ellos es bastante incompleta por lo que dejaron de considerarles santos. Sus reliquias se encuentran en Roma, aunque sus restos están repartidos por otros templos.

## Historia de Almoradí durante la Edad Media
En el año 711 la península ibérica fue ocupada por los árabes y durante siglos los reinos cristianos que residían en el norte intentaron recuperarla, pero no fue hasta el año 1492 cuando se conquistó el último territorio en dominios musulmanes.
El pueblo de Almoradí se encuentra en la zona sur de Alicante, muy cerca de la Comunidad de Murcia. Durante la reconquista, tanto el Reino de Castilla como el Reino de Aragón buscaban ocupar ese territorio por lo que no solo tuvieron lugar batallas entre moros y cristianos, sino que también entre cristianos de ambos bandos. Jaime I el Conquistador ocupó la zona de Valencia y Alicante y se repartió el territorio con Castilla en el Tratado de Almizrra. Con el paso de los años, el territorio del sur de Alicante, en concreto la comarca de la Vega Baja, dejó de prestar atención al reino aragonés y por eso el nieto de Jaime I, Jaime II de Aragón, tuvo que volver a realizar la conquista. Así, el 30 de abril de 1296 Jaime II conquista Almoradí con la ayuda de ciudadanos de Bañeres y Petrel gracias a la tutela de Juan García de Loayasa. Posteriormente, se inicia el asedio al castillo de Orihuela, capital de la comarca, y el 1 de mayo se inicia el cerco de Orihuela desde el campamento ante Almoradí.

### Tratado de Torrellas
El Tratado de Torrellas o sentencia arbitral de Torrellas se data entre el Tratado de Almizrra y el de Elche. Estos tratados se realizaron a mediados del siglo XIII y principios el XIV para marcar el territorio conquistado en los reinos de Murcia y Valencia.
El Tratado de Almizrra es firmado en 1244 por la corona de Aragón y Castilla, en concreto Jaime I el Conquistador y Alfonso (el infante castellano), para señalar la frontera entre ambos reinos por el cauce del Río Vinalopó.
El Tratado de Torrellas se firmó en 1304 y en él se añadieron nuevos territorios que no lo habían hecho en el anterior como lo son los pueblos de la zona de la Vega Baja del Segura, comarca a la que pertenece Almoradí todavía en la actualidad, como Orihuela, Almoradí o Crevillente y otros de la comarca del Bajo Vinalopó que todavía no se habían añadido como Elche.

## Comparsas

### Comparsas moras
- Moro Almoradí (1978)
- Moros de Alfeitamí (1978)
- Abencerrajes (1981)
- Almorávides “Los Pacos” (1983)
- Mohamed Ben-Ali (1983)
- Bereberes Tuareg (2001)
- Moros Negros Ben Yusuf (2004)
- Moros Muladíes (2009)

### Comparsas cristianas
- Caballeros del Cid (1979)
- Piratas Almogávares (1982)
- Contrabandistas (1983)
- Caballeros Templarios (1993)

* Caballeros de Jaime II (1996-2022)
- Aragoneses (2004)
- Caballeros de Eslava (2008)
- Caballeros Cruzados de Amarion (2014)[6]

Cada una de las –antes dieciséis y ahora quince– comparsas de esta localidad elige cada año un abanderado que será el encargado de llevar el estandarte de su comparsa durante todos los actos festeros y, sobre todo, durante el desfile. Además, cada año una comparsa mora y una cristiana realizarán la representación de la embajada en la que son Sultanía o Capitanía. La embajada es una especie de teatro donde se conmemora esta reconquista.

## Programa de fiestas
Miércoles: Tiene lugar el desfile multicolor conocido en la localidad como Retreta donde las diferentes comparsas realizan un desfile o pasacalles disfrazados con distintas temáticas.
Jueves: En la plaza se realiza la presentación de los cargos fiesteros y tiene lugar el pregón de los Moros y Cristianos. Posteriormente se realiza la embajada donde se representa la lucha entre moros y cristianos donde ganan los moros y toman el Castillo. Para finalizar el día se abren oficialmente kábilas y cuartelillos para los bailes del resto de las noches.
Viernes: Entrada mora; desfile o pasacalles de todas las comparsas moras.
Sábado: Entrada cristiana; desfile o pasacalles de todas las comparsas cristianas.
Domingo: Por la mañana se realiza la Embajada del Barril en la que las comparsas encargadas de la Capitanía y la Sultanía de ese año realizan un monólogo de risa en la que se disputan un barril de vino. Este mismo día por la noche se realiza también la segunda embajada oficial en la plaza donde vuelven a luchar moros contra cristianos, pero esta vez ganan los cristianos y toman el Castillo. Así se acaban las fiestas dando paso a la última noche de baile en kábilas y cuartelillos.

## Medio año festero
El Medio Año Festero se realiza en la localidad de Almoradí como conmemoración a su patrón San Andrés Apóstol. Esta festividad tiene lugar el fin de semana más cercano al 30 de noviembre debido a que es San Andrés. En ella se realiza un pasacalles a lo largo de la calle San Andrés de Almoradí que acaba en la plaza de la iglesia y el ayuntamiento con una embajada. Pues, es representada de nuevo la embajada de domingo con victoria cristiana por la Capitanía Cristiana y la Sultanía Mora del verano de ese mismo año.
Cuenta la leyenda que durante la reconquista de esta localidad, en la víspera de San Andrés, aparecieron encima de la mezquita de Almoradí unas aspas doradas. Jaime I al ver esto consideró que era una señal de nuestro ahora patrón para tomar por fin la ciudad y, así, consiguió vencer a los moriscos.
Con honor a todo esto, ese mismo fin de semana se realiza un mercado medieval desde hace pocos años en el que tanto pequeños como mayores pueden disfrutar de tradiciones y comidas de la época medieval.